# Luhman 16
Luhman 16 (vollständige Bezeichnung WISE J104915.57−531906.1, auch WISE 1049−5319) ist ein sonnennahes Doppelsystem von Braunen Zwergen im Sternbild Vela. Das System wurde 2013 von Kevin Luhman mit Hilfe von Daten des Wide-Field Infrared Survey Explorer (WISE) entdeckt. Die Bahnparameter der beiden Braunen Zwerge sind noch nicht genau bekannt, nach neueren Schätzungen umkreisen sie sich in einer Entfernung von 3,557 AE einmal innerhalb von 27 Jahren.

## Entdeckung
Anfang März 2013 wurde die Entdeckung des Systems von dem US-amerikanischen Astronomen Kevin Luhman der Pennsylvania State University veröffentlicht. Die ausgewerteten Aufnahmen des Satelliten WISE stammten aus der Zeit von Januar 2010 bis Januar 2011.

## Einzelheiten

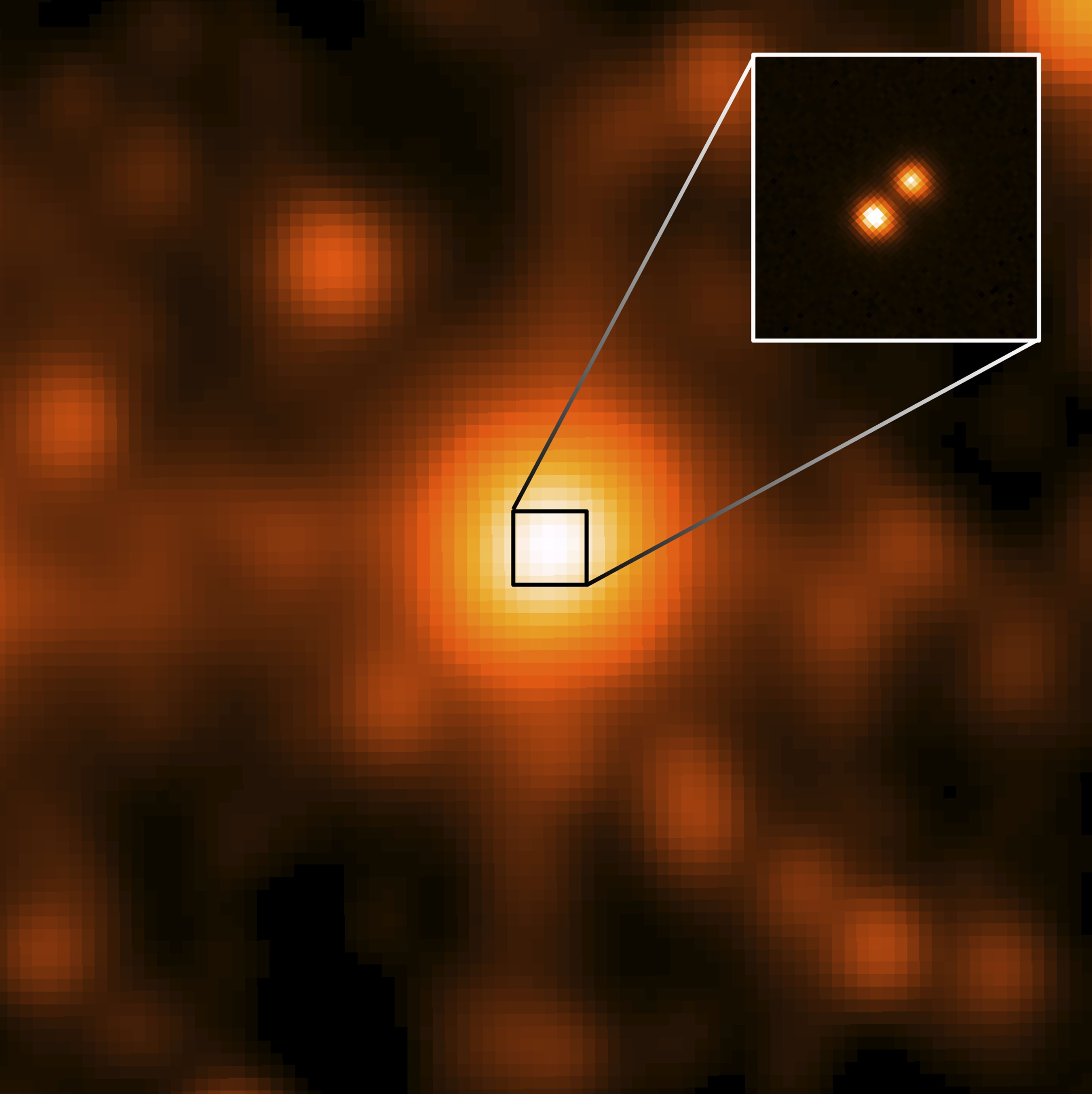
Zusammengesetztes Bild aus der WISE-Aufnahme (großes Bild) und einer Aufnahme des Gemini-Observatoriums, auf der die Braunen Zwerge einzeln zu erkennen sind.

Das System ist etwa 6,5 Lichtjahre (rund 2 Parsec) von der Sonne entfernt. Damit ist es nach Alpha Centauri und Barnards Pfeilstern das dem Sonnensystem drittnächste Sternsystem (ob die Bezeichnung „Sternsystem“ bei Luhman 16 zutreffend ist, ist jedoch fraglich, da Braune Zwerge keine Sterne sind). Dass die Objekte trotz ihrer vergleichsweise großen Nähe zur Erde erst so spät entdeckt wurden, ist ihrer äußerst geringen scheinbaren Helligkeit geschuldet, die für Braune Zwerge sehr typisch ist. Auch Alpha Centauri, das der Sonne am nächsten gelegene Sternensystem, befindet sich in großer Nähe zu den Braunen Zwergen. Mit 4,36 Lichtjahren liegt Alpha Centauri näher an Luhman 16 als am Sonnensystem.
Die Massen konnten zunächst nicht abgeleitet werden. Das Massenverhältnis beträgt nach neueren Forschungen {\displaystyle {\frac {m_{B}}{m_{A}}}=0.8519_{-0.0024}^{+0.0024}}.
Damit konnten die Massen auf 33,5 und 28,6 MJ bestimmt werden.
Auf Luhman 16B konnte durch Projektion der wegen der Rotation des Braunen Zwergs (Dopplereffekt) aufgespalteten Spektrallinien von Eisen eine heterogene Wolkenstruktur abgebildet werden. Für Luhman 16A konnte dieses Phänomen nicht nachgewiesen werden.
- Mit Hilfe des VLTs ermittelte Strukturen auf Luhman 16B
- Künstlerische Darstellung von Luhman 16B